# Карел Ауер

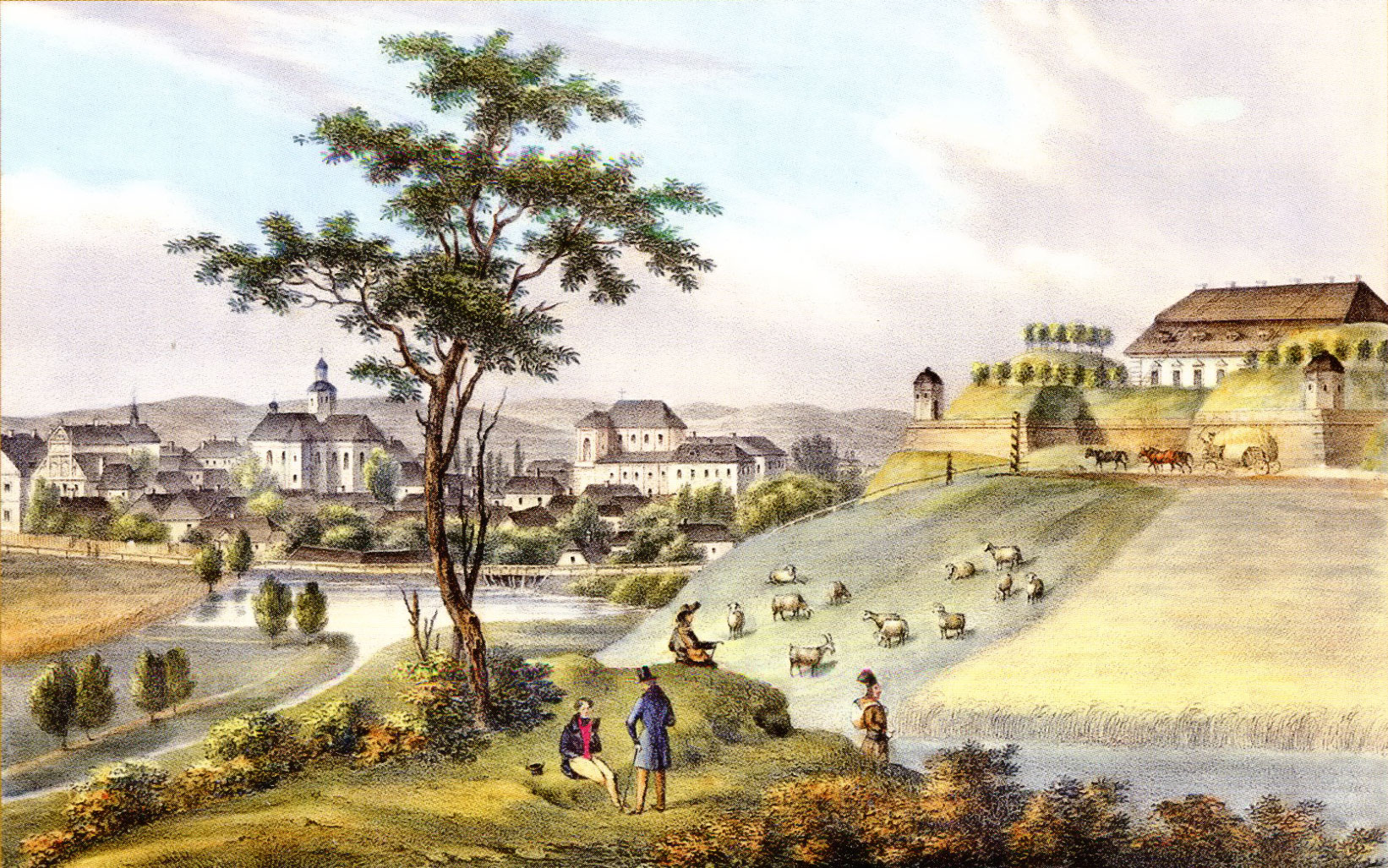
Карел Ауер. Вигляд міста й замку в Золочеві

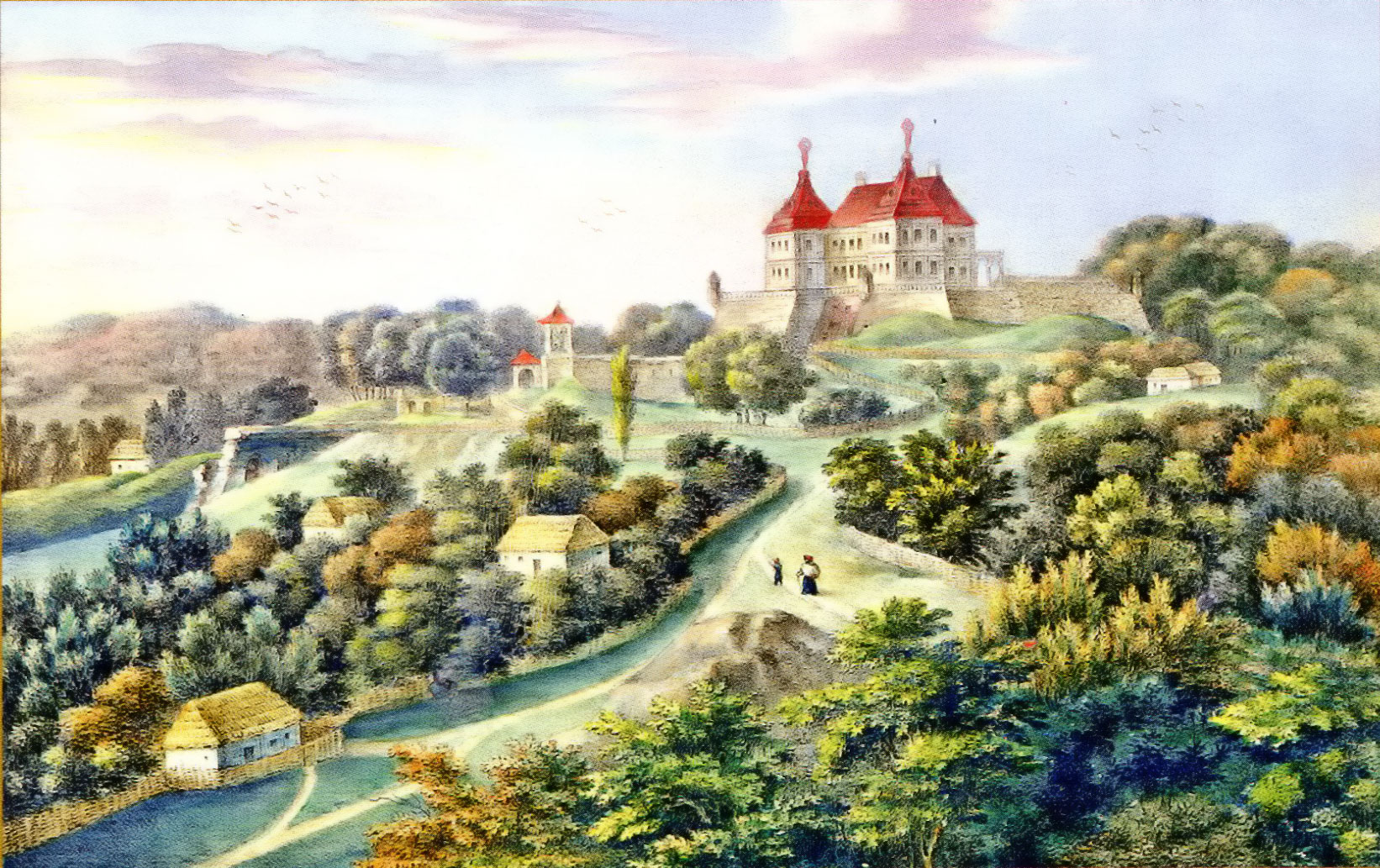
Карел Ауер. Підгорецький замок

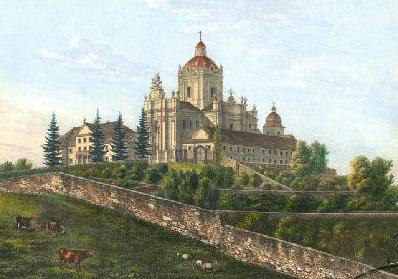
Карел Ауер.Собор святого Юра

Ка́рел А́уер (чеськ. Karel Auer, нім. Karl Auer, пол. Karol Auer; 1818 — 1859) — літограф і графік чеського походження. Понад 20 років працював у Львові і Галичині.

## Біографія
Народився у 1818 році. За походженням чех. Закінчив Віденський університет. У 1830-х роках приїхав працювати до Львова на запрошення власника друкарні Пілера. Працював у літографічному закладі при друкарні відомих львівських видавців Йозефа і Петра Пілерів. Співробітничав у львівському журналі «Вісник мод паризьких», який виходив у 1840–1848 роках. Помер у 1859 році.

## Творчість
Перші відомі літографічні роботи художника у Львові датовані 1837 роком. Виконав літографії для альбому 1837–1838 років «Галичина на о́бразах, або галерея літографічних краєвидів, околиць та найкращих пам'ятників у Галичині, з описами картин польською та німецькою мовами» (Galicja w obrazach, czyli galerja lit. widoków, okolic i najznakomitszych zabytków w Galicji, z opisaniem obrazów w jezyku polskim i niemieckim) (48 гравюр).
Від початку 1840-х років сторінки «Львів'янина» прикрасили виконані художником літографічні портрети Болеслава Хороброго та Адама Чайковського, а в друкарні Петра Пілера вийшли портрети Казимира Ягеллончика, графа Олександра Фредра, митрополита Атанасія Шептицького, генерала Дверницького та інших достойних громадян Австро-Угорської імперії (Теофіла Ленартовича, Вацлава Залеського, Мелетія Гриневецького, Михайла Куземського).
Там же, у Пілера, побачили світ і Ауерові види львівської Ратуші, монастиря і костела бенедиктинок, львівської стрільниці — садиби львівського Стрілецького братства, ярмарку під Собором Святого Юра, Піскової гори з рештками Високого Замку, змальовані автором з вежі ратуші, та інших високих споруд міста.
Наприкінці першої половини XIX століття зробив добірку літографій із виглядами галицьких сіл і містечок для альбому «Збірка найпрекрасніших околиць в Галичині». Оформив грамоту Старопігійського інституту.
Автор низки літографій. Серед них:
- «Вид Бережан»;
- «Вид Риманова»;
- «Вид ринку у Жовкві»;
- «Новий ринок у Бродах»;
- «Вид міста Львова з півночі».

Серед львівських літографій:
- датовані 1837 роком — «Артилерійські казарми у Львові», «Львівська ратуша», «Стара ратуша», «Шведи у Львівській ратуші»;
- датовані 1839 роком — «Каплиця боїмів» і «Катедральний собор»;
- датовані 1840 роком — «Готель „Англійський“ у Львові», «Погулянка», «Стрільбище»,
- датовані 1846—1847 роками — «Бібліотека Оссолінських», «Площа Фердинанда», «Ярмарок біля собору Юра», «Театральний будинок у Львові».

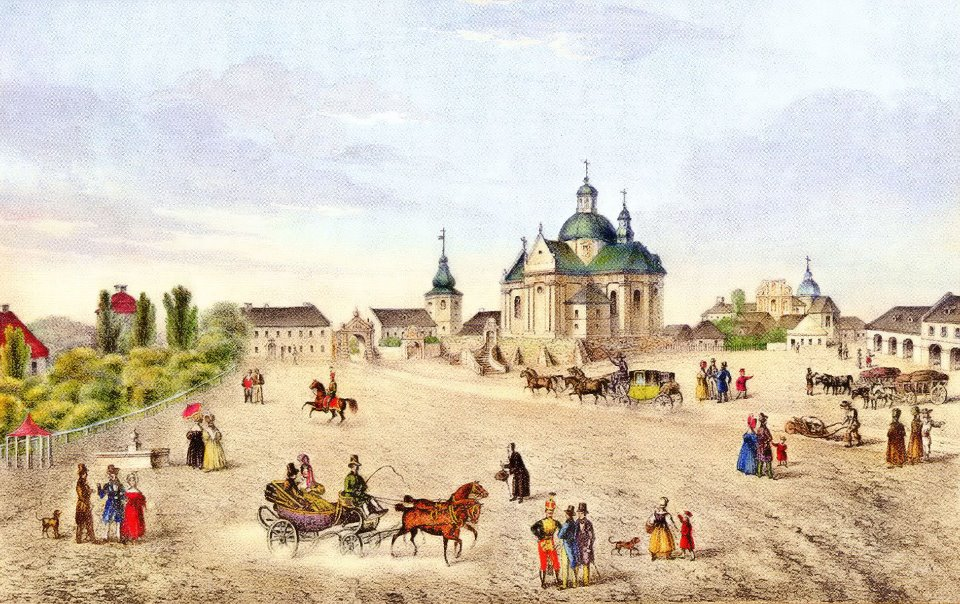
«Жовква. Ринкова площа»
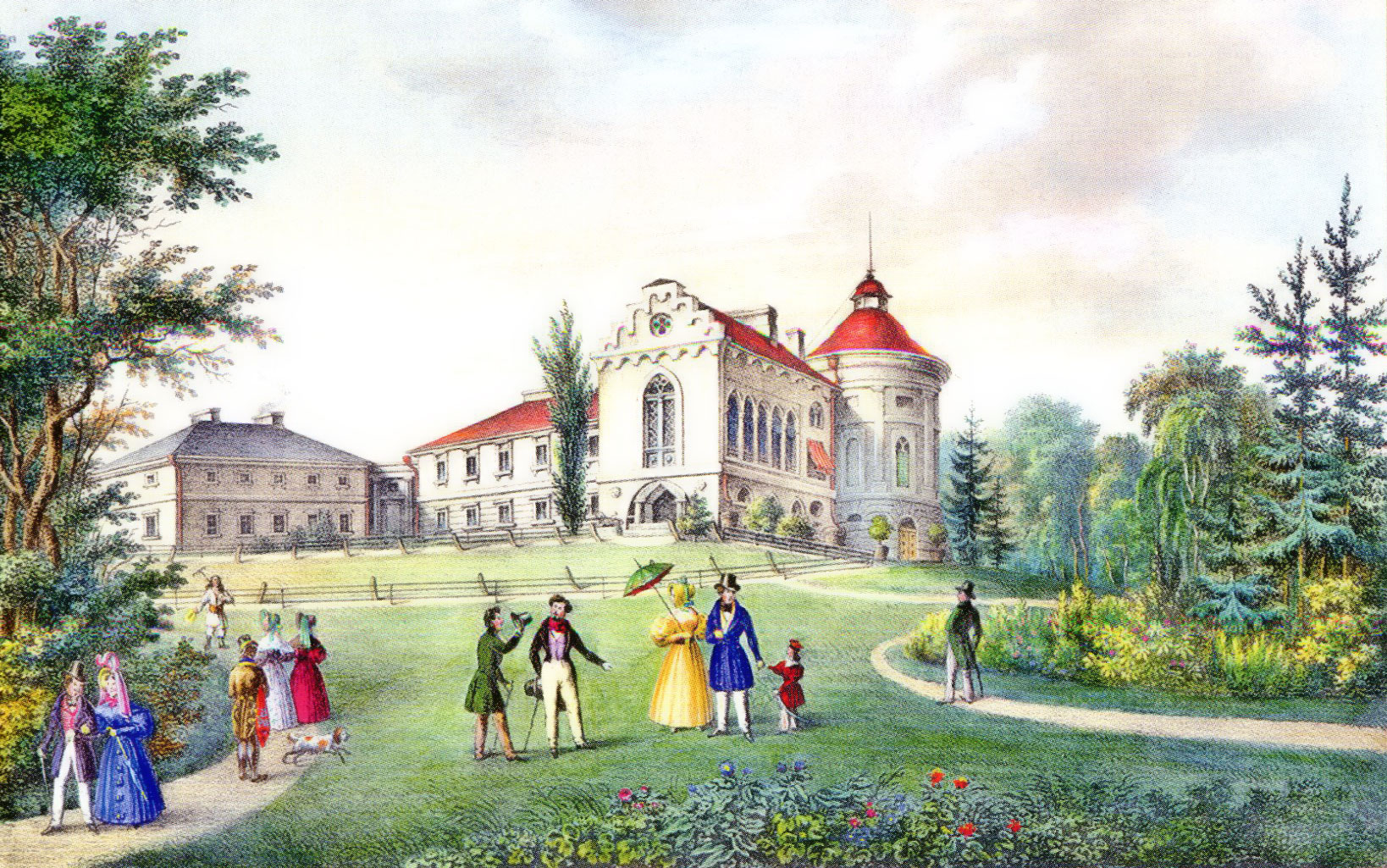
«Палац Страхоцького. Мостиська»
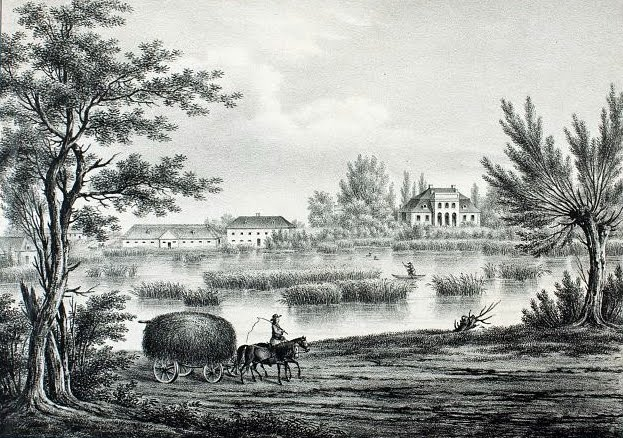
«Сторонибаби», 1837
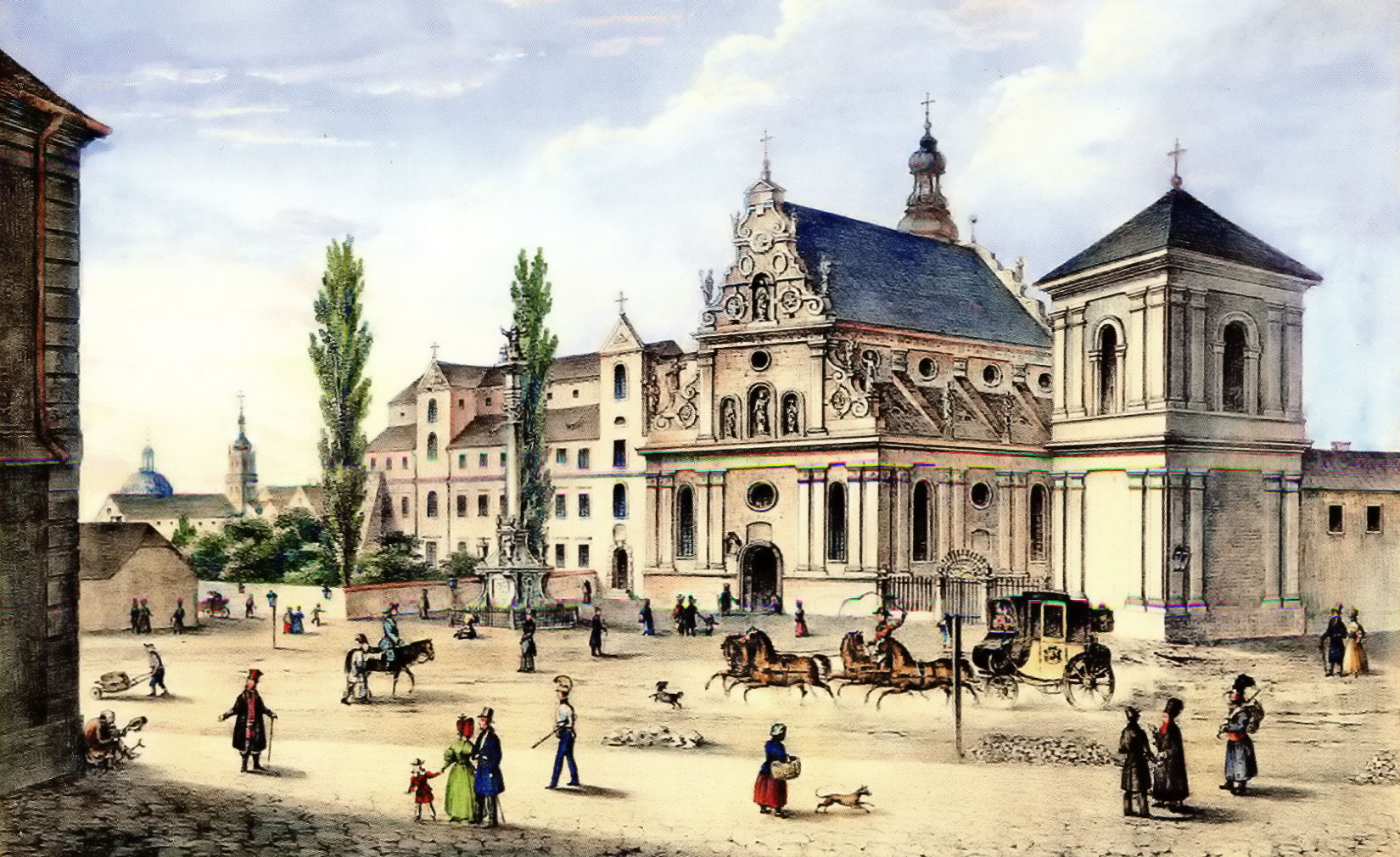
«Комплекс монастиря та костелу Бернардинів»
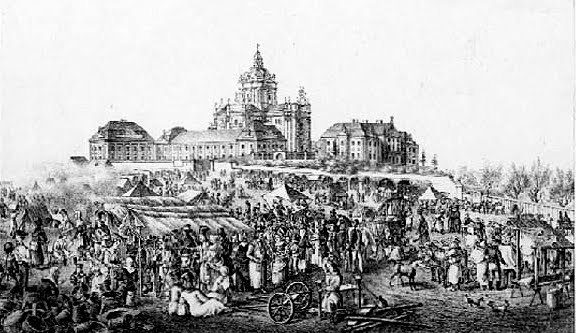
«Ярмарок біля Собору Юра у Львові»
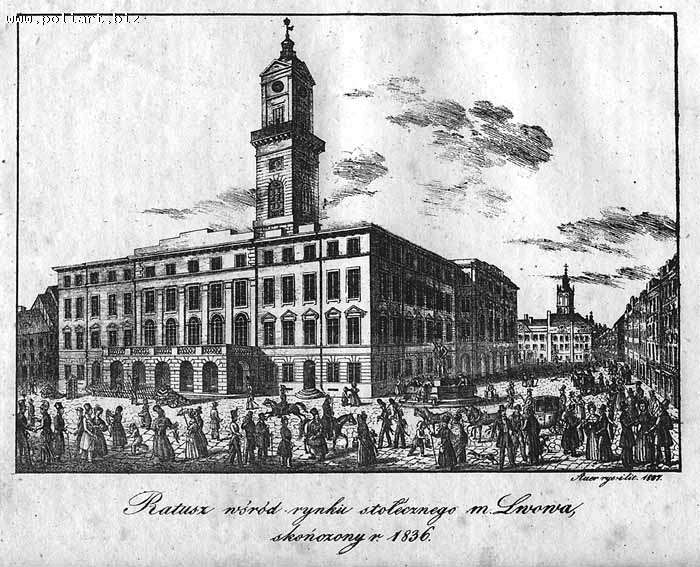
«Львівська ратуша», 1836

## Виноски
1. ↑  NUKAT — 2002.
2. ↑  Мар'яна Левицька. Австрійський «мистецький десант»: іноземні художники у Львові на зламі XVIII—XIX століть. Архів оригіналу за 22 жовтня 2014. Процитовано 12 жовтня 2010.